# 塞薩洛尼基州
塞薩洛尼基州（希臘語：Νομός Θεσσαλονίκης）是希臘中馬其頓大區的一個州，東為斯特里蒙灣，西為塞爾邁灣，中部有兩個大湖泊。面積3,682.736平方公里，2001年人口1,099,598人。首府塞薩洛尼基。
下分43市、2鎮。1913年建州。